# بروس غريغوري
بروس غريغوري (بالإنجليزية: Bruce Gregory)‏ هو سياسي نيوزلندي، ولد في 22 أبريل 1937، وتوفي في 29 أكتوبر 2015. حزبياً، نشط في حزب العمال النيوزيلندي. وقد انتخب عضو مجلس النواب النيوزيلندي.